# Араменго
Араменго, Араменґо (італ. Aramengo, п'єм. Aramengh) — муніципалітет в Італії, у регіоні П'ємонт,  провінція Асті.
Араменго розташоване на відстані близько 510 км на північний захід від Рима, 24 км на схід від Турина, 28 км на північний захід від Асті.
Населення — 631 особа (2014).
Щорічний фестиваль відбувається 26 липня. Покровитель — Sant'Anna.

## Демографія
Населення за роками:

Станом на 1 січня 2023 року в муніципалітеті офіційно проживало 49 іноземців з 11 країн, серед них 30 громадян країн Євросоюзу.

## Сусідні муніципалітети
- Альбуньяно
- Берцано-ді-Сан-П'єтро
- Казальборгоне
- Кокконато
- Пассерано-Марморито
- Тоненго